# كيا بومان
كيا بومان (بالهولندية: Kea Bouman) مواليد 23 نوفمبر 1903 في ألميلو - الوفاة 17 نوفمبر 1998 في هولندا، كانت لاعبة كرة مضرب هولندية وكانت تلعب باليد اليمنى. كما أنها إحدى بطلات الجراند سلام. سبق أن شاركت في دورة الألعاب الأولمبية الصيفية.

## النهائيات

### الفردي

#### اللقب (1)
| السنة | البطولة                  | المنافس في النهائي | النتيجة  |
| 1927  | دورة رولان غاروس الدولية | إيرين بودر بيكوك   | 6–2, 6–4 |

### الزوجي

#### اللقب (1)
| السنة | البطولة          | الشريك       | المنافس في النهائي        | النتيجة  |
| 1929  | البطولة الفرنسية | ليلي ألفاريث | بوبي هاينه ميلر أليدا نيف | 7–5, 6–3 |

## الخط الزمني للفردي
مفتاح
| ف | ن | ن.ن | ر.ن | د# | د.م | ل | أ.أ | ت | غ | ب | ف | ذ | م.خ | ل.ت |

(ف) فاز بالبطولة (ن) وصل النهائي (ن.ن) نصف النهائي (ر.ن) ربع النهائي (د#) الأدوار الأربعة الأولى (د.م) دور المجموعات (ل) شارك في كأس ديفيز (أ.أ) خرج من الأدوار الاولى (ت) خسر التصفيات التأهيلية (غ) غاب عن الحدث أو البطولة (ب) حصل على ميدالية برونزية (ف) حصل على ميدالية فضية (ذ) حصل على ميدالية ذهبية (م.خ) بطولة الماسترز خُفضت إلى مرتبة أقل (ل.ت) البطولة لم تعقد في السنة المعينة.
لتجنب الارتباك وازدواجية الحساب، يتم تحديث هذه المعلومات إما في نهاية البطولة، أو عندما تكون مشاركة اللاعب في البطولة قد انتهت.
| الدورة             | 1923  | 1924  | 1925  | 1926  | 1927  | 1928  | 1929  | إجمالي ف/م |
| ------------------ | ----- | ----- | ----- | ----- | ----- | ----- | ----- | ---------- |
| البطولة الأسترالية | غ     | غ     | غ     | غ     | غ     | غ     | غ     | 0 / 0      |
| البطولة الفرنسية1  | غ     | ل.ت   | غ     | ن.ن   | ف     | ن.ن   | د1    | 1 / 4      |
| بطولة ويمبلدون     | د2    | د1    | د2    | ر.ن   | د4    | د3    | د3    | 0 / 7      |
| البطولة الأمريكية  | غ     | غ     | غ     | غ     | ر.ن   | غ     | غ     | 0 / 1      |
| م.ف                | 0 / 1 | 0 / 1 | 0 / 1 | 0 / 2 | 1 / 3 | 0 / 2 | 0 / 2 | 1 / 12     |

- إجمالي ف / م = إجمالي الفوز والمشاركة

## الميداليات
| الميدالية | المسابقة                       |
| --------- | ------------------------------ |
| برونزية   | الألعاب الأولمبية الصيفية 1924 |

## روابط خارجية
- كيا بومان على موقع الاتحاد الدولي لكرة المضرب (الإنجليزية)
- كيا بومان على موقع بطولة ويمبلدون (الإنجليزية)
- كيا بومان على موقع خلاصة التنس.كوم (الإنجليزية)
- كيا بومان على موقع اللجنة الأولمبية الدولية (الإنجليزية)
- كيا بومان على موقع أوليمبيديا (الإنجليزية)